# Along with the Gods: The Last 49 Days
Along with the Gods: The Last 49 Days (Hangul: 신과함께-인과 연; RR: Sin-gwa-hamkke - Ingwa Yeon) es una película de acción y fantasía surcoreana de 2018 dirigida por Kim Yong-hwa y basada en el webtoon de Joo Ho-min, Along With the Gods. Sirve como secuela para la película de 2017 Along with the Gods: The Two Worlds. Protagonizada por Ha Jung-woo, Ju Ji-hoon, Kim Hyang-gi, Ma Dong-seok y Kim Dong-wook. La película se estrenó el 1 de agosto de 2018.
Una tercera y cuarta entrega está actualmente en desarrollo, con Kim Yong-hwa volviendo a dirigir las secuelas.

## Sinopsis
Kim Soo-hong (Kim Dong-wook), el soldado fallecido y enterrado por dos compañeros de armas, será el objeto de ayuda de los tres guardianes parcas Gang-rim (Ha Jung-woo), Haewonmak (Ju Ji-hoon) y Lee Deok-choon (Kim Hyang-gi), que lo guiarán como la 49.ª alma que necesitan redimir en mil años para obtener el premio de la reencarnación.  El equipo de Gang-rim intercederá por su caso, al considerar que su muerte fue injusta y eso le empujó a ser un espíritu vengativo.
Yeomra (Lee Jung-jae), rey de la muerte y dios del Infierno de la Crueldad Familiar, está dispuesto a permitir que esa afirmación pueda ser probada ante los tribunales de los infiernos, a cambio de que los guardianes lleven al inframundo a Heo Choon-sam, un anciano que está alargando su vida más de lo debido gracias a la protección de un dios del hogar (Ma Dong-seok), que está impidiendo su muerte. Esta tarea, a priori simple, se complicará por la condición de ex-guardián del dios del hogar entrometido, dado que será la clave para que salgan a la luz algunos detalles sobre el pasado olvidado de los guardianes.

## Reparto

### Principal
- Ha Jung-woo como el guardián Gang Rim.[9]
- Ju Ji-hoon como el guardián Hae Won-maek.[10]
- Kim Hyang-gi como la guardiana Lee Deok-choon.
- Ma Dong-seok como dios del hogar Seongju.[11]
- Kim Dong-wook como Kim Soo-hong.[12]

### De apoyo
- Do Kyung-soo como cabo Won Dong-yeon.[13]
- Lee Joon-hyuk como teniente Park Moo-shin.[14]
- Nam Il-woo como Heo Choon-sam.
- Rain como Heo Hyun-dong.
- Lee Jung-jae como Yeomra.[15]
- Jung Ah-mi como Gang Brocal.
- Jung Hae-kyun como el Dios del Infierno del Asesinato.
- Jang Gwang como Gran Rey Jin Kwang, Dios del Infierno de la Violencia.
- Lee Geung-young como Gran Rey de los Cinco Sentidos.
- Kim Myung-gon como Gang Moon-Jik, padre de Gang Rim
- Im Won-hee como fiscal.
- Jo Han-chul como fiscal.[16]
- Kim Min-jong como Mensajero.
- Sung Dong-il (participación especial)[17]
- Jung Yoo-ahn como Gang Rim (joven)
- Oh Hee-joon como un soldado que actúa de intérprete.

### Otros personajes
- Ahn Ji-ho como niño kitán.
- Kim Ji-an como niña yurchen.
- Lee Jun-hyeok como un juez.
- Im Chul-soo como un asistente de Hae Won-maek.

## Producción
- Along With the Gods 1 y 2 tomó cerca de ₩40 mil millones (alrededor EE. UU.$36.6 millones) para su producción. Ambas partes de la película fueron grabadas simultáneamente. Dexter Studios, una de las productoras de cine más grande de Asia y estudios de efectos visuales, quienes trabajaron anteriormente con el director Kim Yong-hwa  en la película Mr. Go (2013), crearon los efectos visuales para la película. Se informó que alrededor de 300 artistas y técnicos participaron en la producción.
- Alpha Pictures, compañía de producción china, invirtió $2.2 millones.[18]
- La filmación empezó el 26 de mayo de 2016 y culminó el 22 de marzo de 2017 ambas partes.[19]
- Algunas escenas de los actores Oh Dal-su y Choi Il-hwa fueron regrabadas debido a las controversias siendo reemplazados con actores sustitutos.[20]

## Recepción

### Respuesta crítica
En la revisión de Rotten Tomatoes, tiene un índice de aprobación del 67% basada en 6 comentarios y una calificación media de 5.7/10.
Elizabeth Kerr de The Hollywood Reporter dio una revisión mixta y escribió, "Aunque las dos películas fueron filmadas simultáneamente, hay un sentido de "más" en Along with the Gods: The Last 49 Days  que en realidad no le hace ningún servicio.
Noel Murray de Los Angeles Times dio una mezcla de revisión y escribió, "Mientras Along with the Gods: The Last 49 Days es torpemente hinchado, lo hace eventualmente desarrollar algo de impulso. Una vez que los espectadores se acostumbran a una película que se puede mover dentro en minutos del drama de la sala de tribunal hasta ataques de dinosaurios, se puede disfrutar del sobrecogedor espectáculo totalmente."

## Recaudación

#### Corea del Sur
Antes de su lanzamiento, Along with the Gods: The Last 49 Days estableció el récord de la preventa más alta de boletos en taquilla de la historia surcoreana con el 60,5% de reservas. La recaudación llegó a 42 millones, superando el récord del año 2017 de la película The Battleship Island en la que se alcanzó el mismo número de reservas en el día antes de la apertura de la película.
La película también rompió récords el día de su estreno en Corea del Sur con 1,263,788 espectadores en el primer día de su lanzamiento, más del doble de la cantidad de Along with the Gods: The Two Worlds (422,339 espectadores). En el segundo día de su estreno, la película atrajo a más de 2 millones de espectadores. El 4 de agosto, la película atrajo a 1,466,416 espectadores, haciendo que la película estableciera el mayor registro de espectadores en un solo día, superando a Avengers: Infinity War, que atrajo a 1,333,310 espectadores en un solo día antes. El 5 de agosto, se informó que Along with the Gods había atraído 5,409,817 espectadores en su quinto día, siendo la película más rápida en llegar a ese número, superando a Along with the Gods: The Two Worlds, que estableció el récord en una semana, y Admiral: Roaring Currents, la primera película más vista en Corea, que estableció el récord en seis días. Along with the Gods se colocó primero en la taquilla semanal. La película acumuló $46.2 millones por 6.2 millones de entradas. Along with the Gods tiene el récord de ser la más rápida en llegar a 7, 8 y 9 millones de visitas en la historia del cine surcoreano. Sobrepaso las 10 millones de vistas el 16 de agosto de 2018. La película superó las 12 millones de vistas para el 30 de agosto de 2018, convirtiéndose en la más taquillera entre las estrenadas en 2018 y la 13.ª película más vista del cine de todos los tiempos en Corea del Sur.

#### Taiwán
En su primer día de lanzamiento, Along with the Gods: The Last 49 Days alcanzó 37 millones. Se convirtió en la película con la mayor apertura de la semana para cualquier película coreana en Taiwán, con 5,8 millones de dólares en ventas de entradas en una semana. La película tuvo el tercero lugar más alto en su primera semana de ventas después de Avengers: Infinity War y Jurassic World, el reino caído en Taiwán.

#### Hong Kong
Con anterioridad a su liberación oficial, Along with the Gods: The Last 49 Days obtuvo 8 millones en preventas en Hong Kong. En su día de liberación en Hong Kong, ganó 3.18 millones. El 9 de agosto, logró 10 millones y 20 millones en su cuarto día desde su estreno.

#### Otros países
Along with the Gods: The Last 49 Days tuvo la semana de apertura más grande para cualquier película coreana en América del Norte, Australia, Nueva Zelanda y Taiwán.

## Premios y nominaciones
| Premios                       | Categoría               | Nominado     | Resultado | Ref.   |
| ----------------------------- | ----------------------- | ------------ | --------- | ------ |
| 27.º Buil Premios de Película | Mejor Director          | Kim Yong-hwa | Pendiente | [ 46 ] |
| 27.º Buil Premios de Película | Mejor Dirección de Arte | Lee Mok-won  | Pendiente | [ 46 ] |